# Sandnes Ulf 2014
Questa voce raccoglie le informazioni riguardanti il Sandnes Ulf nelle competizioni ufficiali della stagione 2014.

## Stagione
Alla guida tecnica del club, nella stagione 2014, si sono susseguiti tre tecnici: Asle Andersen, Bjarte Lunde Aarsheim e Tom Nordlie. Andersen, dopo otto anni alla guida del club, ha rassegnato le proprie dimissioni dall'incarico il 16 luglio 2014. Il club ha affidato ad interim la panchina al vice allenatore Lunde Aarsheim, per poi nominare il 23 luglio 2014 il nuovo tecnico Tom Nordlie. La stagione del club si è conclusa con il 16º posto in campionato, frutto di 4 vittorie, 10 pareggi e 16 sconfitte, e la retrocessione in 1. divisjon. In Coppa di Norvegia il club non ha superato il primo turno, uscendo sconfitto per 1-0 in casa del Sola.

## Maglie e sponsor
Lo sponsor tecnico per la stagione 2014 è stato Hummel, mentre lo sponsor ufficiale è stato Øster Hus. La prima divisa era composta da una maglietta celeste con inserti bianchi, pantaloncini bianchi e calzettoni celesti. Quella da trasferta era totalmente grigia.
| Casa | Trasferta |

## Rosa
| N. |                       | Ruolo | Calciatore                |
| -- | --------------------- | ----- | ------------------------- |
| 1  | Islanda (bandiera)    | P     | Hannes Halldórsson        |
| 2  | Islanda (bandiera)    | D     | Eiður Aron Sigurbjörnsson |
| 3  | Svezia (bandiera)     | D     | Emil Johansson            |
| 4  | Francia (bandiera)    | C     | Malaury Martin            |
| 5  | Svezia (bandiera)     | D     | Edier Frejd               |
| 6  | Norvegia (bandiera)   | D     | Avni Pepa                 |
| 7  | Norvegia (bandiera)   | C     | Henrik Furebotn           |
| 8  | Norvegia (bandiera)   | C     | Aksel Berget Skjølsvik    |
| 9  | Norvegia (bandiera)   | A     | Marius Helle              |
| 10 | Costa Rica (bandiera) | A     | Randall Brenes            |
| 10 | Scozia (bandiera)     | A     | Steven Lennon             |
| 11 | Cile (bandiera)       | A     | Diego Rubio               |
| 13 | Irlanda (bandiera)    | P     | Sean McDermott            |
| 15 | Islanda (bandiera)    | A     | Hannes Sigurðsson         |
| 16 | Norvegia (bandiera)   | C     | Niklas Sandberg           |

| N. |                     | Ruolo | Calciatore              |
| -- | ------------------- | ----- | ----------------------- |
| 17 | Norvegia (bandiera) | A     | Ole Kristian Langås     |
| 19 | Norvegia (bandiera) | D     | Vegard Aanestad         |
| 20 | Gambia (bandiera)   | C     | Tijan Jaiteh            |
| 21 | Svezia (bandiera)   | C     | Anel Raskaj             |
| 22 | Norvegia (bandiera) | P     | Elias Ingebrethsen      |
| 23 | Norvegia (bandiera) | C     | Erik Tønne              |
| 24 | Norvegia (bandiera) | C     | Fredrik Midtsjø         |
| 25 | Norvegia (bandiera) | D     | Vegard Skjørestad       |
| 26 | Norvegia (bandiera) | D     | Kenneth Sola            |
| 27 | Norvegia (bandiera) | A     | Zymer Bytyqi            |
| 28 | Francia (bandiera)  | D     | Derek Décamps           |
| 30 | Norvegia (bandiera) | A     | Kent Håvard Eriksen     |
| 34 | Norvegia (bandiera) | D     | Preben Øvsthun Sandvik  |
| 35 | Norvegia (bandiera) | D     | José Alberto Valecillos |
| 36 | Norvegia (bandiera) | A     | Birk Risa               |

## Calciomercato

### Sessione invernale(dal 01/01 al 31/03)
| Arrivi | Arrivi              | Arrivi           | Arrivi     |
| R.     | Nome                | da               | Modalità   |
| ------ | ------------------- | ---------------- | ---------- |
| P      | Hannes Halldórsson  | KR Reykjavík     | definitivo |
| D      | Derek Décamps       | Angers           | definitivo |
| D      | Emil Johansson      | Groningen        | definitivo |
| C      | Tijan Jaiteh        |                  | svincolato |
| C      | Malaury Martin      |                  | svincolato |
| C      | Fredrik Midtsjø     | Rosenborg        | prestito   |
| A      | Kent Håvard Eriksen | Elverum          | definitivo |
| A      | Ole Kristian Langås |                  | svincolato |
| A      | Diego Rubio         | Sporting Lisbona | prestito   |

| Partenze | Partenze                    | Partenze        | Partenze   |
| R.       | Nome                        | a               | Modalità   |
| -------- | --------------------------- | --------------- | ---------- |
| P        | Aslak Falch                 |                 | svincolato |
| D        | Nils Petter Andersen        |                 | svincolato |
| D        | Johnny Lundberg             | Landskrona BoIS | definitivo |
| D        | Miloš Mihajlov              |                 | svincolato |
| C        | Steinþór Freyr Þorsteinsson |                 | svincolato |
| C        | Fredrik Torsteinbø          |                 | svincolato |
| A        | Nemanja Jovanović           |                 | svincolato |

### Sessione estiva(dal 15/07 all'11/08)
| Arrivi | Arrivi                    | Arrivi     | Arrivi     |
| R.     | Nome                      | da         | Modalità   |
| ------ | ------------------------- | ---------- | ---------- |
| D      | Eiður Aron Sigurbjörnsson | Örebro     | prestito   |
| A      | Randall Brenes            | Cartaginés | prestito   |
| A      | Hannes Sigurðsson         |            | svincolato |

| Partenze | Partenze      | Partenze         | Partenze   |
| R.       | Nome          | a                | Modalità   |
| -------- | ------------- | ---------------- | ---------- |
| A        | Birk Risa     | Colonia          | definitivo |
| A        | Steven Lennon | FH Hafnarfjörður | definitivo |

## Risultati

### Eliteserien

#### Girone di andata
| Arbitro: | Hobber Nilsen (Oslo) |

|            |           |             |
| Lennon 75’ | Marcatori | 85’ Johnsen |

| Arbitro: | Hagen (Grue) |

|                                                                           |           |           |
| Vaagan Moen 45’ (rig.) Pálmason 58’ Halldórsson 78’ (aut.) Omoijuanfo 90’ | Marcatori | 67’ Rubio |

| Arbitro: | Edvartsen (Hamar) |

|          |           |            |
| Rubio 9’ | Marcatori | 81’ Larsen |

| Arbitro: | Helgerud (Lier) |

|                                              |           |  |
| Kjartansson 45’ Lindkvist 59’ Gunnarsson 61’ | Marcatori |  |

| Arbitro: | Johnsen (Tønsberg) |

|                   |           |                                             |
| Forren 83’ (aut.) | Marcatori | 14’ Moström 43’ Gulbrandsen 90’ Elyounoussi |

| Arbitro: | Johansen (Brevik) |

|                      |           |          |
| Midtsjø 9’ Rubio 76’ | Marcatori | 62’ Boli |

| Arbitro: | Hafsås (Trondheim) |

|                        |           |             |
| Berthod 39’ Samuel 75’ | Marcatori | 15’ Midtsjø |

| Arbitro: | Hobber Nilsen (Oslo) |

|  |           |                                     |
|  | Marcatori | 1’ (aut.) Halldórsson 61’ Mikkelsen |

| Arbitro: | Hansen (Feda) |

|                |           |                      |
| Nisja 56’, 71’ | Marcatori | 14’ Lennon 48’ Rubio |

| Sandnes 20 maggio 2014, ore 18:00 10ª giornata | Sandnes Ulf    | 0 – 0 referto | Haugesund | Sandnes Idrettspark (2.905 spett.)\| Arbitro: \| Døvle (Larvik) \| |
| Arbitro:                                       | Døvle (Larvik) |               |           |                                                                    |

| Arbitro: | Berntsen (Vang) |

|            |           |  |
| Nilsen 90’ | Marcatori |  |

| Arbitro: | Kjensli (Oslo) |

|            |           |  |
| Langås 16’ | Marcatori |  |

| Arbitro: | Staberg (Harstad) |

|                                  |           |  |
| Aarøy 34’ Ulvestad 54’ James 63’ | Marcatori |  |

| Arbitro: | Kjensli (Oslo) |

|            |           |  |
| Hamoud 76’ | Marcatori |  |

| Arbitro: | Hobber Nilsen (Oslo) |

|           |           |                      |
| Rubio 80’ | Marcatori | 4’, 15’ Vilhjálmsson |

#### Girone di ritorno
| Arbitro: | Johansen (Brevik) |

|                       |           |            |
| Høiland 27’, 64’, 73’ | Marcatori | 5’ Midtsjø |

| Arbitro: | Døvle (Larvik) |

|              |           |                                    |
| Furebotn 19’ | Marcatori | 12’ Ødegaard 83’ Wikheim 84’ Sørum |

| Arbitro: | Berntsen (Vang) |

|                                         |           |             |
| Johnsen 52’ Oldrup Jensen 67’ Shala 90’ | Marcatori | 48’ Midtsjø |

| Sandnes 10 agosto 2014, ore 18:00 19ª giornata | Sandnes Ulf       | 0 – 0 referto | Lillestrøm | Sandnes Idrettspark (2.841 spett.)\| Arbitro: \| Staberg (Harstad) \| |
| Arbitro:                                       | Staberg (Harstad) |               |            |                                                                       |

| Arbitro: | Kjensli (Oslo) |

|               |           |            |
| P. Ndiaye 85’ | Marcatori | 55’ Brenes |

| Arbitro: | Johansen (Brevik) |

|                 |           |                                 |
| Brenes 39’, 54’ | Marcatori | 41’ Þorsteinsson 80’ Sverrisson |

| Arbitro: | Hansen (Feda) |

|              |           |              |
| Sortevik 80’ | Marcatori | 32’ Furebotn |

| Arbitro: | Hagen (Grue) |

|  |           |                             |
|  | Marcatori | 26’ Þórarinsson 40’ Tokstad |

| Arbitro: | Kjensli (Oslo) |

|           |           |                    |
| Askar 63’ | Marcatori | 52’ Sigurbjörnsson |

| Arbitro: | Hafsås (Trondheim) |

|                       |           |               |
| Rubio 55’ (rig.), 60’ | Marcatori | 61’ Grindheim |

| Arbitro: | Sandmoen (Kjelsås) |

|                      |           |  |
| Sema 56’ Bamberg 77’ | Marcatori |  |

| Arbitro: | Kjensli (Oslo) |

|                  |           |  |
| Utvik 32’ (aut.) | Marcatori |  |

| Arbitro: | Rafiq (Oslo) |

|                                      |           |                      |
| Jensen 35’ Helland 44’ Mikkelsen 58’ | Marcatori | 79’ Berget Skjølsvik |

| Arbitro: | Helgerud (Lier) |

|                                          |           |                                  |
| Kristjánsson 45’ Acosta 90’ Salvesen 90’ | Marcatori | 13’ Frejd 39’ Midtsjø 47’ Brenes |

| Arbitro: | Sandmoen (Kjelsås) |

|           |           |                           |
| Rubio 12’ | Marcatori | 74’ Barrantes 90’ Mattila |

### Norgesmesterskapet
| Arbitro: | Dima |

|             |           |  |
| Eriksen 32’ | Marcatori |  |